# Riatelo
Riatelo ist eine osttimoresische Aldeia im Suco Lahae (Verwaltungsamt Aileu, Gemeinde Aileu). 2015 lebten in der Aldeia 28 Menschen.

## Geographie
Riatelo liegt im Südosten des Sucos Lahae. Westlich befindet sich die Aldeia Denhuni. Im Norden grenzt Riatelo an den Suco Bandudato, im Osten an den Suco Lequitura und im Süden an die Gemeinde Ainaro mit ihrem Suco Maubisse (Verwaltungsamt Maubisse). Entlang der Nordgrenze führt die Überlandstraße von Aileu nach Maubisse. Im Nordwesten teilt sie das Dorf Erluly-Daisoli, dessen Nordhälfte in der Aldeia Taiblor (Suco Bandudato) liegt. Im Nordosten liegt an der Straße das Dorf Lacasori. Nach Süden hin steigt das Land auf eine Meereshöhe von über 1500 m. Hier befindet sich an der Westgrenze ein weiteres kleines Dorf.

## Politik
2023 wurde Mariano D. Sarmento zum Chefe de Aldeia gewählt.